# Nguyễn Văn Phúc (thứ trưởng)
Nguyễn Văn Phúc (sinh năm 1974) là Thứ trưởng Bộ Giáo dục và Đào tạo Việt Nam.

## Xuất thân
Ông sinh năm 1974, quê ở tỉnh Long An.

## Giáo dục
Năm 1995, ông tốt nghiệp cử nhân kinh tế Đại học Ngoại thương.
Năm 1998, ông tốt nghiệp Thạc sĩ về kinh tế phát triển của Cao học Việt Nam - Hà Lan, chương trình liên kết giữa Đại học Kinh tế Thành phố Hồ Chí Minh và Viện Khoa học Xã hội La Hay (Hà Lan).
Năm 2006, ông bảo vệ luận án tiến sĩ chuyên ngành nghiên cứu phát triển chuyên ngành kinh tế với nhan đề "Entrepreneurship, investment and economic growth: the essential role of the entrepreneurial environment" tại Viện Khoa học Xã hội La Hay (Đại học Rotterdam, Hà Lan).
Ông hiện là Phó Giáo sư, Tiến sĩ.

## Sự nghiệp
Ông có nhiều năm công tác và giữ các chức vụ quan trọng tại Trường Đại học Mở Thành phố Hồ Chí Minh.
Từ tháng 2 năm 2007 đến tháng 6 năm 2008, ông là Phó Trưởng Khoa Kinh tế thuộc Trường Đại học Mở Thành phố Hồ Chí Minh.
Từ năm 2008 đến năm 2013, ông là Trưởng Khoa Kinh tế, Phó Hiệu trưởng trường Đại học Mở Thành phố Hồ Chí Minh.
Ngày 1 tháng 6 năm 2013, ông được bổ nhiệm giữ chức vụ Hiệu trưởng trường Đại học Mở Thành phố Hồ Chí Minh nhiệm kỳ 2013-2018, thay Phó giáo sư, Tiến sĩ Lê Bảo Lâm do ông Lâm đã làm hiệu trưởng hai nhiệm kì liên tiếp. Sau đó ông Lâm chuyển sang làm công tác chuyên môn ở trường.. Trong thời gian làm Hiệu trưởng Trường Đại học Mở Thành phố Hồ Chí Minh ông đồng thời giữ chức Bí thư Đảng ủy của trường.
Ngày 22 tháng 9 năm 2017, Thủ tướng Nguyễn Xuân Phúc quyết định điều động, bổ nhiệm ông làm Thứ trưởng Bộ Giáo dục và Đào tạo Việt Nam (quyết định 1436/QĐ-TTg).
Ông hiện là Phó Bí thư Ban Cán sự Đảng, Thứ trưởng Bộ Giáo dục và Đào tạo.

## Nhiệm vụ
Theo Quyết định của Bộ trưởng Bộ Giáo dục và Đào tạo Phùng Xuân Nhạ tháng 2 năm 2020, ông được giao phụ trách các lĩnh vực:
Giáo dục đại học; giáo dục quốc phòng và an ninh; Khoa học, công nghệ và môi trường; hợp tác quốc tế trong giáo dục và đào tạo; ứng dụng công nghệ thông tin;
Phụ trách các đơn vị: Vụ Giáo dục Đại học; Vụ Giáo dục Quốc phòng và An ninh; Vụ Khoa học, Công nghệ và Môi trường; Cục Hợp tác quốc tế; Cục Công nghệ thông tin; Trung tâm Đào tạo khu vực của SEAMEO tại Việt Nam; Trung tâm khu vực về học tập suốt đời của SEAMEO tại Việt Nam; Viện Nghiên cứu cao cấp về Toán; Viện Khoa học Giáo dục Việt Nam; Học viện Quản lý giáo dục; Trường Cán bộ quản lý giáo dục Thành phố Hồ Chí Minh.
Thứ trưởng Nguyễn Văn Phúc phụ trách các địa bàn: Các tỉnh Đông Nam Bộ và Đồng bằng sông Cửu Long;
Phụ trách các Đề án, Dự án, Chương trình: Đề án Nâng cao năng lực đội ngũ giảng viên, cán bộ quản lý các cơ sở giáo dục đại học đáp ứng yêu cầu đổi mới căn bản, toàn diện giáo dục và đào tạo giai đoạn 2019 - 2030 (Đề án 89); Đề án dạy và học ngoại ngữ trong hệ thống giáo dục quốc dân giai đoạn 2016-2025; Dự án Nâng cao chất lượng giáo dục đại học; Đề án Đào tạo và phát triển nhân lực trong lĩnh vực năng lượng nguyên tử; Đề án Nâng cao hiệu quả họp tác phát triển nguồn nhân lực Việt - Lào; Chương trình trọng điểm quốc gia phát triển Toán học giai đoạn 2010 đến 2020; Dự án xây dựng Trường Đại học Việt Đức; Dự án Nâng cấp Trường đại học Cần Thơ;
Thứ trưởng Nguyễn Văn Phúc tham gia các Ban chỉ đạo, Hội đồng quốc gia, Hiệp hội: Hội Cựu chiến binh Cơ quan Bộ; Trưởng Ban Chỉ đạo chống khủng bố của Bộ Giáo dục và Đào tạo; Hiệp hội Cao đẳng Cộng đồng Việt Nam; Hiệp hội các trường Cao đẳng, Trung cấp Kinh tế - Kỹ thuật; Hiệp hội các trường đại học, cao đẳng Việt Nam; Hội đồng Khoa học và Công nghệ Quốc gia; Ban Chỉ đạo Đề án đào tạo, bồi dưỡng cán bộ lãnh đạo, quản lý ở nước ngoài bằng ngân sách Nhà nước (Đề án 165).
Thứ trưởng Nguyễn Văn Phúc là Chỉ huy trưởng Ban Chỉ huy quân sự của Bộ GD&ĐT; thực hiện các nhiệm vụ khác theo sự phân công của Bộ trưởng.

## Khen thưởng
- Bằng khen của Bộ trưởng Bộ Giáo dục và Đào tạo năm 2011;
- Danh hiệu chiến sĩ thi đua cấp Bộ năm 2012;
- Kỷ niệm chương "Vì sự nghiệp Kinh tế Đảng" năm 2015 của Ban Kinh tế Trung ương Đảng;
- Bằng khen của Bộ Giáo dục và Đào tạo vì có thành tích tiêu biểu xuất sắc trong năm học 2015 - 2016.